# La isla de Arturo
La Isla de Arturo (L'isola di Arturo en italiano) es una novela de Elsa Morante, ganadora con este libro del Premio Strega en 1957. De la novela se hizo una película del mismo nombre.

## Trama
Año de 1938. Arturo Gerace nace en la isla de Procida y vive allí toda su infancia y la adolescencia. La isla encierra todo su mundo. Todos los demás sitios existen para él solo como leyenda. Pasa el tiempo leyendo historias sobre los “excelentes condotieros”, estudiando el atlas para sus proyectos de viajes futuros y fantaseando sobre la figura de su padre a quien tiene como el más grande héroe de la historia. Todo lo que está ligado a Wilhelm, su padre, es sagrado para él. Incluso sus amigos son figuras míticas: el solo hecho de haber sido dignos de su amistad les convierte personas extraordinarias.
Arturo es huérfano de madre y nunca ha conocido a una mujer: en los períodos de ausencia paterna vive solo en compañía de su perra Immacolatella, a la que está muy unido. Cuando el padre lleva a casa a Nunziatella, una nueva esposa, Arturo, sin darse cuenta, se siente atraído por ella y tiene sentimientos contrapuestos que no consigue explicarse. No consigue siquiera llamarla por su nombre calificándola, al menos al principio, como un ser feo e inferior, no tolerando que ella sustituya a la madre difunta.
Durante las largas ausencias del padre, viven solos en la gran casa. Nunziatella intenta crear una relación con Arturo, pero él, celoso de las atenciones que Wilhelm la reserva durante los primeros meses de matrimonio, crea un muro impenetrable.
Todo cambia cuando a ellos se suma el pequeño Carmine Gerace, hijo de Nunziatella y del padre. Durante la noche del parto, Arturo oye a Nunziatella gritar y desesperarse, está aterrorizado de que, al igual que su madre, pueda su madrastra morir durante el parto. Sólo entonces empieza a comprender lo que siente realmente por ella.
Tras el nacimiento, Nunziatella se dedica completamente a Carmine y Arturo se vuelve terriblemente celoso. Así, para atraer la atención de Nunziatella decide intentar suicidarse tomando somníferos que el padre había dejado descuidados. Sin embargo Arturo no muere, sino que pasa días en la cama en un sopor irreal durante los que Nunziatella lo colma de atenciones. Recién curado y tras haber madurado la convicción de estar enamorado de Nunziatella, Arturo intenta besarla, estropeando para siempre su relación.
Ya completamente ignorado por la madrastra, Arturo conoce a una amiga de Nunziatella, Assunta, que se transforma en la amante con la que el joven intenta ahogar el amor reprimido hacia Nunziatella. Descubre, sin embargo, que no es el único amante de la mujer. A todo eso se añade una desilusión aún mayor que recibe del padre. Wilhelm llega incluso a olvidarse del decimosexto cumpleaños del hijo, dando así una suprema prueba de desinterés. Además, como Arturo descubre, hablando con un amigo del padre, Wilhelm no es el gran héroe a quien Arturo había siempre adorado desde la infancia, ni sus misteriosos viajes eran realmente épicos, sino estancias no muy lejos de Nápoles.
Ahora, desilusionado de todo, ya no le quedan motivos para permanecer en la isla y se enrola voluntario en la Segunda Guerra Mundial junto a su amigo Silvestro para no volver a poner nunca más el pie en Procida.
Muchas de las interpretaciones homosexuales que se atribuyen a esta novela, caracterizada por sus apuntes sobre la sexualidad juvenil, tienen una gran conexión con la relación de amistad que mantuvo Elsa Morante con el cineasta Luchino Visconti, cineasta italiano homosexual con quien la autora de la novela quiso mantener una relación íntima.